# Chad Michael Collins
Chad Michael Collins es un actor estadounidense, conocido por haber dado vida a Brandon Beckett en las películas Sniper: Reloaded y en Sniper: Legacy.

## Carrera
En 2008 trabajó como invitado en la serie GRΣΣK, donde interpretó a un hermano de la fraternidad "Lambda Sig" durante el episodio "Mr. Purr-fect"; un año más tarde volvió a aparecer en la serie dando vida a Tim en el episodio "Fight the Power".
En 2011 fue invitado en la popular serie NCIS: Naval Criminal Investigative Service, donde interpretó al suboficial de la armada de primera clase Simon Craig. Ese mismo año se unió al elenco principal de la película Sniper: Reloaded, donde interpretó al sargento Brandon "Gunny" Beckett. En 2013 apareció en la película Company of Heroes, donde interpretó al soldado Nate Burrows. Ese mismo año apareció como invitado durante el quinto episodio de la segunda temporada de la popular serie estadounidense Once Upon a Time, donde interpretó a Gerhardt Frankenstein. En 2014 volvió a dar vida al soldado Brandon Beckett esta vez en la película Sniper: Legacy. En 2015 apareció como invitado en un episodio de la serie NCIS: New Orleans, donde interpretó al teniente de la naval Val Franco.

## Filmografía

### Películas
| Año  | Título                   | Personaje              | Notas |
| ---- | ------------------------ | ---------------------- | --- |
| 2018 | Howlers                  | Colt                   | junto a Sean Patrick Flanery, James Wlcek, Chelsea Edmundson, Farah White y Matthew Tompkins                     |
| 2017 | Home Invaders            | Drew                   | junto a Angie Patterson, Aria Pullman, Charlie Farrell, Rachel Riley y Aina Dumlao                               |
| 2017 | Uncoupling               | Jason                  | corto - junto a Rachel Riley y Jaime Gallagher                                                                   |
| 2017 | Take Care, Brother       | Joe                    | corto - junto a Jared Bergenstal y Cherilyn Wilson                                                               |
| 2017 | Sniper: Ultimate Kill    | Sgt. Brandon Beckett   | junto a Billy Zane, Tom Berenger, Joe Lando, Danay Garcia y Juan Pablo Gamboa                                    |
| 2016 | Sniper: Ghost Shooter    | Sgt. Brandon Beckett   | junto a Billy Zane, Dennis Haysbert, Enoch Frost, Stephanie Vogt y Dominic Mafham                                |
| 2014 | Sniper: Legacy           | GySgt. Brandon Beckett | junto a Dominic Mafham, Mark Lewis Jones, Mercedes Mason, Doug Allen, Tom Berenger y Dennis Haysbert             |
| 2013 | Company of Heroes        | Nate Burrows           | junto a Tom Sizemore, Melia Kreiling, Vinnie Jones, Dimitri Diatchenko, Neal McDonough & Jürgen Prochnow         |
| 2011 | Love's Christmas Journey | Owen                   | junto a Natalie Hall, JoBeth Williams, Greg Vaughan, Dylan Bruce, Bobby Campo y Sean Astin                       |
| 2011 | Sniper: Reloaded         | Sgt. Brandon Beckett   | junto a Clyde Berning, Hlomla Dandala, Rob Fruithof, Calvin Holloway y Conrad Kemp                               |
| 2009 | Room 33                  | Chad                   | junto a Nicole Dionne, Ace Gibson, Nina Hauser, Austin Highsmith, Adam Key, Kim Manning y Olivia Leigh           |
| 2007 | Lake Placid 2            | Scott                  | junto a John Schneider, Sarah Lafleur, Sam McMurray, Alicia Ziegler, Joe Holt, Ian Reed Kesler y Cloris Leachman |
| 2006 | The Christmas Card       | Lewis                  | junto a Edward Asner, John Newton, Alice Evans, Lois Nettleton, Ben Weber y Peter Jason                          |

### Series de televisión
| Año             | Serie                                      | Personaje        | Notas                                          |
| --------------- | ------------------------------------------ | ---------------- | ---------------------------------------------- |
| 2017 - presente | Extinct                                    | Ezra             | 8 episodios                                    |
| 2016            | Freakish                                   | John Collins     | 3 episodios                                    |
| 2015            | NCIS: New Orleans                          | Lt. Val Franco   | episodio "Touched by the Sun"                  |
| 2014            | Bones                                      | Travis Leete     | episodio "The Geek in the Guck"                |
| 2014            | Castle                                     | Tom Talmadge     | episodio "Clear & Present Danger"              |
| 2014            | CSI: Crime Scene Investigation             | Piloto del FBI   | episodio "Kitty"                               |
| 2014            | Blue Bloods                                | John Russell     | episodio "Unfinished Business"                 |
| 2013            | Once Upon a Time                           | Gerhardt         | episodio "In the Name of the Brother"          |
| 2012            | Last Resort                                | Redman           | 2 episodios                                    |
| 2012            | Major Crimes                               | Greg Miller      | episodio "Reloaded"                            |
| 2012            | 2 Broke Girls                              | Zeke Zand        | episodio "And the Spring Break"                |
| 2012            | Ringer                                     | Agente Conroy    | episodio "You're Way Too Pretty to Go to Jail" |
| 2011            | Enlightened                                | Will             | episodio "The Weekend"                         |
| 2011            | 90210                                      | Oficial Atwood   | episodio "Up in Smoke"                         |
| 2011            | CSI: Miami                                 | Logan Shepherd   | episodio "Caged"                               |
| 2011            | NCIS: Naval Criminal Investigative Service | Navy Simon Craig | episodio "Recruited"                           |
| 2011            | CIS: New York                              | Oficial Giles    | episodio "Damned If You Do"                    |
| 2009            | GRΣΣK                                      | Tim              | episodio "Fight the Power"                     |
| 2005            | Guilty or Innocent?                        | Jeb Ashley       | episodio "The Herb Whitlock Case"              |

### Videojuegos
| Año  | Título                             | Personaje    | Notas                           |
| ---- | ---------------------------------- | ------------ | ------------------------------- |
| 2017 | Hidden Agenda                      | Jack Calvary | prestó su voz para el personaje |
| 2019 | Call of Duty Modern Warfare (2019) | Alex         | prestó su voz para el personaje |